# Giulio Festo Imezio
Giulio Festo Imezio (in latino: Iulius Festus Hymetius; ... – 376) è stato un politico romano.

## Biografia
Imezio ricoprì le cariche di corrector Tusciae et Umbriae, praetor urbanus, consolare di Campania e Sannio (357 circa, dunque uno degli ultimi prima della separazione di Campania e Sannio), vicarius urbis Romae (362), e infine proconsole d'Africa (366-368).
Pagano, in qualità di proconsole ricostituì il sacerdotium provinciae.
La sua caduta avvenne nel 368. In quell'anno la provincia d'Africa fu colpita da una grave carestia. Imezio decise allora di aprire gli horrea contenenti il grano destinato a Roma (l'Africa provvedeva all'epoca alla fornitura di grano per la città di Roma) e vendette il grano al prezzo, elevato, di dieci modii per solido d'oro. Quando la carestia ebbe fine, riempì gli horrea con nuovo grano, questa volta pagato un solido d'oro ogni trenta modii; Imezio inviò allora il profitto ottenuto all'imperatore Valentiniano I. L'imperatore, però, sospettò che il governatore avesse trattenuto per sé parte del denaro, e lo punì confiscandogli diverse proprietà.
Imezio si rivolse allora all'aruspice Amanzio, per chiedere agli dei di ammorbidire le sue difficoltà attraverso un sacrificio; Amanzio fu arrestato per una delazione anonima e, sebbene si rifiutasse di parlare, il ritrovamento tra le sue carte di una lettera scritta da Imezio contenente accuse contro Valentiniano fece sì che i giudici, che dipinsero un quadro a tinte fosche all'imperatore, ebbero buon gioco a condannarlo a morte. Valentiniano, irritato per gli avvenimenti, fece esiliare Frontino, un collaboratore di Imezio che aveva redatto la preghiera. Imezio fu condotto a Otricoli, dove il praefectus urbi Publio Ampelio e il suo vicario Massimino lo interrogarono; sarebbe stato immediatamente condannato a morte e giustiziato, se non si fosse appellato a Valentiniano in persona. L'imperatore, consultato, demandò la cosa al Senato romano, sottintendendo che l'accusato dovesse essere condannato alla pena capitale; i senatori, invece, analizzarono il caso con giustizia ed esiliarono Imezio a Bua, in Dalmazia, attirando su di loro l'ira dell'imperatore (371).
Nel 376, dopo la morte di Valentiniano, Imezio fu richiamato; la provincia d'Africa gli dedicò due statue d'oro, una a Cartagine l'altra a Roma, per le sue azioni che avevano alleviato l'impatto della carestia.